# Köpelycke
Köpelycke är en bebyggelse i Gammalstorps socken i Sölvesborgs kommun. År 2020 avgränsade SCB här en småort.